# 皇甫嵩
皇甫嵩（？—195年），字義真，安定郡朝那县（今宁夏回族自治区固原市彭阳县，另一说为今甘肃省庆阳市镇原县）人，東漢末年名將，參與平定黃巾之亂，官至太尉。

## 生平
皇甫嵩是度遼將軍皇甫規的姪子，少有大志，好《詩》《書》，習弓馬。初獲舉孝廉、茂才，太尉陳蕃、大將軍竇武聞其才而連辟，但不仕，靈帝時入京為徵為光祿勳議郎，轉北地太守。

### 黃巾之亂
東漢中平元年（184年）黃巾之亂爆發，幾十天的時間各地都有所響應，京師震動。於是漢靈帝召開了群臣會議，皇甫嵩認為應該要解除黨禁，並且拿出中藏錢及西園廄馬，賞賜給將士，漢靈帝同意。接著召集全國精銳部隊，任命皇甫嵩為左中郎將，持節，偕同北中郎將盧植和右中郎將朱儁等討伐黃巾賊，而皇甫嵩和朱儁被任命先行討伐肆虐潁川郡的黃巾賊。
皇甫嵩等率領四萬餘人，兩人決定分兵前進，不料朱儁和黃巾渠帥波才會戰失利，波才更進圍皇甫嵩所駐紮的長社（今河南省許昌市長葛市東），皇甫嵩所部兵少恐慌，皇甫嵩安定軍心後，看準黃巾軍以草結營，在夜間乘大風火攻，配合領軍衝擊，黃巾軍大亂。騎都尉曹操適時援軍到，皇甫嵩遂與曹操及朱儁合兵大破敵軍，獲封都鄉侯。皇甫嵩、朱儁乘勝進兵汝南、陳國，在陽翟(今河南省許昌市禹州市)、西華(今河南省周口市西華縣西南)等地大敗黃巾渠帥波才、彭脫。黃巾一敗再敗，終於潰散，於是三郡黃巾皆被平定。隨後他上表朝廷奏捷，平定三郡功勞歸給朱儁。原派討伐張角的北中郎將盧植得罪小黃門左豐被誣陷獲罪，皇甫嵩又表奏盛讚盧植行軍方略，終令盧植復為尚書。
之後皇甫嵩奉命討伐東郡黃巾賊，八月，皇甫嵩在倉亭（今山東省聊城市陽穀縣東北）擊敗黃巾賊，生擒渠帥卜己。而因為盧植及董卓討伐張角不力，於是皇甫嵩受命北討張角。後在廣宗(今河北省邢台市威縣東)與張梁作戰，初因張梁軍精銳而無法擊破，次日皇甫嵩下令閉營休息，觀望黃巾軍，見其有所鬆懈乘夜出進，在清晨雞啼時發起進攻，一直打到下午並大破對方，斬殺張梁，俘獲甚眾。張角已病死，皇甫嵩又開棺戮屍並斬下其首級，傳至京師洛陽。皇甫嵩又和鉅鹿太守郭典於下曲陽（今河北省石家莊市晉州市西）擊斬張寶，平定叛亂。皇甫嵩因功受封左車騎將軍，領冀州牧，封槐里侯，食八千戶。
皇甫嵩隨後便請得朝廷免冀州一年的田租以救助飢民，故當時百姓如此歌頌皇甫嵩：「天下大亂兮市為墟，母不保子兮妻失夫，賴得皇甫兮復安居。」皇甫嵩撫恤士卒亦很得眾心，而見官吏受賄反倒會賜他財物，官吏們都因而慚愧，甚者還自殺。其時前信都令閻忠更勸皇甫嵩乘著平定黃巾的威勢乘時而起，奪取天下，但為皇甫嵩拒絕。

### 王國叛亂
因應北宮伯玉、邊章和韓遂等人於隴右作亂，皇甫嵩在中平二年（185年）春季就改鎮長安（今陝西西安市），守衞園陵，隨後更與入侵三輔的北宮伯玉等人作戰。可是，皇甫嵩屢次作戰無法討平他們，又因黃巾之亂時得罪過宦官趙忠及張讓，遂被二人表奏「連戰無功，所費者多」，於當年秋季被徵還，被收回皇甫嵩左車騎將軍印綬，削戶六千，改封都鄉侯。
中平四年（187年），涼州王國起兵叛亂，並在次年圍陳倉。朝廷再度起用皇甫嵩為左將軍，督前將軍董卓各率二萬人抵抗。當時董卓想速赴陳倉，但皇甫嵩認為陳倉守備堅固，足以守住王國進攻，可待屢攻不破的王國兵疲然後獲得全勝，不戰而屈人之兵，沒有急急趕去為陳倉解圍。而王國自該年冬季起到明年春季圍困陳倉城共計八十多日，仍然無法攻破，士兵疲累不堪被逼退去，皇甫嵩遂決定進擊王國。董卓又以「窮寇勿追，歸眾勿迫」為由勸阻，然而皇甫嵩說之前不主動進攻是避其鋒銳，現在則是乘其衰敗而進攻，那是疲師而不是歸眾，是沒鬥志的亂兵而非窮寇。於是獨自進攻，留董卓在後，果大破王國軍，王國更敗走而被韓遂等人罷黜，後來韓遂等人便耽於內鬥，勢力大為削減。董卓見此，反而忌恨皇甫嵩。

### 董卓入京
中平六年（189年），董卓調作并州牧，朝廷要他將屬兵都轉交予皇甫嵩，但董卓不肯，皇甫酈此時建議皇甫嵩發兵討伐董卓，皇甫嵩拒絕，只是將此事上報朝廷，令董卓被靈帝責備，從而更加深了董卓對皇甫嵩的仇恨。
初平元年（190年），董卓徵召京兆尹蓋勳為議郎，當時皇甫嵩正率領三萬大軍駐守扶風郡，於是蓋勳秘密跟皇甫嵩聯絡，盼望皇甫嵩能起兵討伐董卓。不久後，皇甫嵩也被董卓徵召入京擔任城門校尉，長史梁衍建議皇甫嵩出兵討伐董卓。皇甫嵩皆不採納，整裝上道，蓋勳勢單力孤，只好也返回京師了。
入京不久，皇甫嵩便被羅織入獄，甚至即將被處死。幸賴皇甫嵩子皇甫堅壽和董卓一向友善，在逃回洛陽時董卓特地為其設酒宴，但皇甫堅壽在酒宴上質問董卓，甚至叩頭痛哭，使看到的人都不免感動，才使得董卓感悟。於是皇甫嵩才被釋放出來，之後被任命為議郎，又升任御史中丞。到了遷都後，董卓返回長安時，特別命令御史中丞以下的百官要在車前參拜，董卓用手拍了一下皇甫嵩，對他說：「你怕不怕？」，皇甫嵩笑而謝之。

### 晚期
初平三年（192年），王允與呂布等殺董卓，又命皇甫嵩攻在郿塢（今陝西省寶雞市眉縣）的董旻，滅董卓三族。王允掌政後先後升皇甫嵩為征西將軍及車騎將軍，董卓部將李傕等後進攻長安，殺王允掌政，又以皇甫嵩為太尉，因流星免官後又拜光祿大夫，遷太常，後病逝，贈驃騎將軍。

## 性格特徵
- 皇甫嵩撫恤士卒，平時行軍休息時都要營房建好後才會回帳中；士兵都吃飽才會開始吃，故深得軍心。即使位至三公之一的太尉也是如此[21]。
- 皇甫嵩曾上奏進諫共五百多次，但都會將手稿銷毁，不流傳到外，又尊重有學識能力的人，不會怠慢來訪的人，時人都稱許並接近他。

## 家庭

### 祖上輩
- 皇甫棱，皇甫嵩之曾祖父，度遼將軍[22]。
- 皇甫旗，皇甫嵩之祖父，扶風都尉。

### 父輩
- 皇甫節，皇甫嵩之父，雁門郡太守。
- 皇甫規，皇甫嵩之叔父，度遼將軍。

### 子輩
- 皇甫堅壽，皇甫嵩之子，後為侍中，辭不拜，病卒。
- 皇甫叔獻，皇甫嵩之子，灞陵令。
- 皇甫氏，皇甫嵩女，嫁射援[23]。
- 皇甫酈，皇甫嵩之從子，曾建議皇甫嵩誅除不奉詔服從的董卓，後奉獻帝之命勸和李傕、郭汜不果。

### 孫
- 皇甫叔侯，皇甫叔獻之子，孝廉。

### 曾孫
- 皇甫谧，皇甫叔侯之子，西晉學者、醫學家。

## 評價
- 百姓歌曰：「天下大亂兮市為墟，母不保子兮妻失夫，賴得皇甫兮復安居。」
- 阎忠：「今将军授钺於初春，收功於末冬，兵动若神，谋不再计，旬月之间，神兵电扫，攻坚易於折枯，摧敌甚於汤雪，七州席卷，屠三十六方，夷黄巾之师，除邪害之患，或封户刻石，南向以报德，威震本朝，风驰海外。」
- 皇甫郦：「本朝失政，天下倒悬，能安危定倾者，唯大人与董卓耳。」
- 《东观汉记》：「皇甫嵩上言，四姓权右，咸各敛手也。」
- 范晔《後漢書·皇甫嵩傳》：「嵩為人愛慎盡勤」、「黃妖沖發，嵩乃奮鉞。孰是振旅，不居不伐。」「皇甫嵩、朱儁并以上将之略，受脤仓卒之时。及其功成师克，威声满天下。值弱主蒙尘，犷贼放命，斯诚叶公投袂之几，翟义鞠旅之日，故梁衍献规，山东连盟，而舍格天之大业，蹈匹夫之小谅，卒狼狈虎口。为智士笑。岂天之长斯乱也？何智勇之不终乎！前史晋平原华峤，称其父光禄大夫表，每言其祖魏太尉歆称‘时人说皇甫嵩之不伐，汝豫之战，归功朱儁，张角之捷，本之于卢植，收名敛策，而己不有焉。盖功名者，世之所甚重也。诚能不争天下之所甚重，则怨祸不深矣’。如皇甫公之赴履危乱，而能终以归全者，其致不亦贵乎！故颜子愿不伐善为先，斯亦行身之要与！」 「黄妖冲发，嵩乃奋钺。孰是振旅，不居不伐。」
- 欧阳询：昔立效长丘，树绩东郡，太尉裂壤於槐里，司徒胙土於耏门。
- 何去非：「夫‘归师勿追’，曹公所以败张绣也，皇甫嵩犯之而破王国。」「皇甫嵩讨贼梁州，董卓副之，贼平，诏卓以兵属嵩，卓不受诏，挟兵睥睨。人皆劝嵩诛之，嵩不欲其专诛于外也，而以状闻。卓因遂其凶逆，卒以不制。夫嵩之舍卓者，非出于他也，盖以卫青不戮苏建，获恭厚之誉，遂系迹而求践之。不知所以舍卓者，于今为纵寇也。」
- 张预：「孙子曰：『凡火攻，必应火变而应之。』嵩外方纵火而出兵以奔其阵。又曰：『强而避之。』嵩则闭营休士以观其变。又曰：『不战而屈人之兵。』嵩不救陈仓而走王国。又曰：『避其锐气，击其堕归。』嵩初不击贼，及其走而击之是也。」
- 陈普：「几多孟德总欺孤，底事山头独望夫。不听阎忠听梁衍，未应魏阙便当涂。」
- 郝经：「嵩儁有大将之略，昧匡时之几，遂为桀逆所制，不能以功名终。」
- 陈元靓：「蛾蛾乱常，扰我四方。公出奇计，谋旡不臧。名震天地，志定雪霜。忠为令德，史策昭彰。」
- 胡三省：「嵩前不能从兄子郦之言，今又不徒衍之策，自揣其才不足以制卓故也。」
- 李贽：「夫退让者，盛德事也。持此为君，则汉文其选。持此为将、为相，则天下归心，众谋毕集，将国势实赖而何有于一家乎。是乃古今天下，建功立德保国定家之第一着好棊子也。惜乎，人人皆知而不能下也。古今天下惟一留侯（张良）知之，是以功成而遂辟谷不事，使淮阴（韩信）早知此义，族其可得而赤耶。然则韩信之不听蒯彻之说也，未为不是也，独其所以居功者，未是耳夫。当功业烜赫之日，封爵在前，富贵在后，独能退让，不居推功，与人似若不知有身家之念、子孙之遗者，不知正所以深念其身及其家而远遗子孙也……彼皇甫义真者，独能知而下之，岂不诚可贵乎，范氏之推之也固宜。虽然，义真之不受阎忠之说也，宜也。若子郦之说梁衍之说咸弃不用，则身家之念起矣，是退怯也，非退让也，是又安足贵也。吾故因范氏之论而推明之曰：尔知身家之不足系乎，非不足系也，爱身家者未必能保其身家，而不爱其身家者，正所谓善保其身、善保其家者也。呜呼，皇甫义真之不死于辈卓之手者，幸也。」
- 黄道周：「舍命豹袖之下，即独行安之，如张然明（张奂）、皇甫义真其人矣。张然明破诸羌，静幽并，耻为王曹所卖，发愤申陈窦之冤，卒不得为三公。皇甫义真荡黄巾，破梁州贼，征赴城门，赖其子坚寿以免，虽卒为三公，亦不大竟其志。」「皇甫将军，初为郎将。命讨波才，寡难众抗。嵩曰不然，方略为上。草结贼营，火攻即丧。束炬乘风，霎时扫荡。再讨张梁，闭营观望。潜夜勒兵，至哺犹壮。既斩梁头，宝头照样。请租赡饥，歌安非妄。贼围陈仓，卓请急向。九地九天，嵩先论量。避锐击疲，其成实当。卓奸专诛，是权伎俩。嵩忠不听，大祸果酿。流血叩头，笼鸟始放。奸定遭殃，忠终无恙。」
- 蔡东藩《后汉演义》：「黄巾之平，皇甫嵩为首功，朱儁其次焉者也。朱儁与皇甫嵩齐名，而谋略不及皇甫嵩，颍川之役，微皇甫嵩，儁且一蹶不振矣；若汝南陈国之平贼，亦赖嵩为主帅，而儁得分功，至移讨宛城，两月不下，必待朝廷之督促，方苦心焦思，用谋破贼，然亦幸遇赵弘韩忠之犷悍无谋，乃得为儁所算耳。」「皇甫嵩用火攻计，燔烧贼众，此为兵法上之所易知者；但施请乌合之贼，即此已足。波才小丑，原不足道；而张角之破灭，亦借此为先声之举，莫谓皇甫非良将才也！」

## 後世地位
公元782年（建中三年），礼仪使颜真卿向唐德宗建议，追封古代名将六十四人，并为他们设庙享奠，当中就包括“太尉槐里侯皇甫嵩”。及至公元1123年（宣和五年），宋室依照唐代惯例，为古代名将设庙，七十二位名将中亦包括皇甫嵩。

## 游戏作品
- 《三国杀》

## 延伸阅读
[在维基数据编辑]
 《後漢書·卷71》，出自范晔《後漢書》
 《東觀漢記》
 在维基共享资源阅览影像